# Krčevina (Gyurgyenovác)
Krčevina falu Horvátországban, Eszék-Baranya megyében. Közigazgatásilag Gyurgyenováchoz tartozik.

## Fekvése
Eszéktől légvonalban 49, közúton 58 km-re nyugatra, Nekcsétől légvonalban 7, közúton 9 km-re északnyugatra, községközpontjától 1 km-re északra, a Szlavóniai-síkságon fekszik.

## Története
A település a két világháború között keletkezett Beljevina határában zagorjei horvátok betelepítésével. Lakosságát 1953-ban számlálták meg önállóan először, amikor 71-en lakták. Az 1950-es években az ország más részeiről újabb horvát családok települtek be. 1991-ben lakosságának 97%-a horvát nemzetiségű volt. 2011-ben 115 lakosa volt.

## Lakossága
| Lakosság változása | Lakosság változása | Lakosság változása | Lakosság változása | Lakosság változása | Lakosság változása | Lakosság változása | Lakosság változása | Lakosság változása | Lakosság változása | Lakosság változása | Lakosság változása | Lakosság változása | Lakosság változása | Lakosság változása | Lakosság változása |
| ------------------ | ------------------ | ------------------ | ------------------ | ------------------ | ------------------ | ------------------ | ------------------ | ------------------ | ------------------ | ------------------ | ------------------ | ------------------ | ------------------ | ------------------ | ------------------ |
| 1857               | 1869               | 1880               | 1890               | 1900               | 1910               | 1921               | 1931               | 1948               | 1953               | 1961               | 1971               | 1981               | 1991               | 2001               | 2011               |
| 0                  | 0                  | 0                  | 0                  | 0                  | 0                  | 0                  | 0                  | 0                  | 71                 | 178                | 199                | 155                | 161                | 135                | 115                |